# مالدیوین ایر تاکسی
مالدیوین ایر تاکسی (به انگلیسی: Maldivian Air Taxi) یک شرکت هواپیمایی با کد یاتا MV است که در ۴ نوامبر ۱۹۹۳ میلادی تأسیس شده‌است. دفتر مرکزی مالدیوین ایر تاکسی در ماله، مالدیو واقع شده‌است و قطب این شرکت هواپیمایی در فرودگاه بین‌المللی ابراهیم نصیر قرار دارد.